# Isaac Don Levine
Isaac Don Levine (* 19. Januar 1892; † 15. Februar 1981) war ein US-amerikanischer Journalist und Autor, der sich besonders mit der Sowjetunion befasste. 1939 veröffentlichte er mit dem sowjetischen Überläufer Walter Krivitzky ein Enthüllungsbuch über den Großen Terror Stalins (deutsch 1940: Ich war in Stalins Dienst). Nach dem Krieg arbeitete Levine auch eine Zeit lang für Radio Free Europe in Westdeutschland.

## Schriften
- Russian Revolution (1917)
- Resurrected nations; short histories of the peoples freed by the great war and statements of their national claims (1919)
- Man Lenin (1924)
- Stalin (1931)
  - Stalin, der Mann von Stahl. Übersetzung Wilhelm Cremer (1931)
- Red Smoke (1932)
- Mitchell, pioneer of air power (1943, 1958, 1972)
- Stalin's Great Secret (1956)
- The Mind of an Assassin (1959, 1960, 1979)
  - Die Psyche des Mörders. Der Mann, der Trotzki tötete. Übersetzung Babette Gross (1970)
- I Rediscover Russia (1964)
- Intervention (1969)
- Eyewitness to History (1973)
- Hands off the Panama Canal (1976)

## Rezeption
Levine trat im Film Reds (1981) als Zeitzeuge auf und wird in Walter Isaacsons Buch Einstein: His Life and Universe (2007) kurz erwähnt. Er war mit Albert Einstein befreundet, doch sie zerstritten sich aufgrund politischer Differenzen.